# Babino Polje
Babino Polje är en ort i Kroatien.   Den ligger i länet Dubrovnik-Neretvas län, i den sydöstra delen av landet, 400 km söder om huvudstaden Zagreb. Babino Polje ligger 158 meter över havet och antalet invånare är 270.
Terrängen runt Babino Polje är kuperad åt nordväst, men österut är den platt. Havet är nära Babino Polje söderut.  Närmaste större samhälle är Blato, 7,3 km väster om Babino Polje. 